# Togo op de Olympische Winterspelen 2014
Togo was een van de zeven debuterende landen die deelnam aan de Olympische Winterspelen 2014 in Sotsji, Rusland.

## Deelnemers en resultaten
(m) = mannen, (v) = vrouwen 

### Alpineskiën
| Olympiër          | Onderdeel        | Resultaat | Prestatie                                                          |
| ----------------- | ---------------- | --------- | ------------------------------------------------------------------ |
| Alessia Afi Dipol | reuzenslalom (v) | 55e       | Totaal: 3.02,80 (+25,93) run 1: 1.31,66 (60e) run 2: 1.31,14 (53e) |
| Alessia Afi Dipol | slalom (v)       |           | run 1: DNF                                                         |

### Langlaufen
| Olympiër                 | Onderdeel          | Resultaat | Prestatie         |
| ------------------------ | ------------------ | --------- | ----------------- |
| Mathilde Amivi Petitjean | 10 km klassiek (v) | 68e       | 37.26,6 (+9.08,9) |